# أنباق العليا (قشلاق أهر)
أنباق العلیا (بالفارسية: انباق علیا) هي منطقة سكنية تقع في إيران في قسم قشلاق الریفي. يقدر عدد سكانها بـ 19 نسمة .